# Willy von Känel
Willy von Känel (né le 30 octobre 1909 à La Chaux-de-Fonds et mort le 28 avril 1991 à Bienne) est un joueur de football international suisse.

## Biographie
Willy von Känel évolue dans le championnat suisse au sein du FC Biel-Bienne lorsqu'il est sélectionné par l'entraîneur Heini Müller pour disputer la coupe du monde 1934 en Italie.
Willy von Känel décède le 28 avril 1991, dans sa 82e année.